# 仙公山摩崖石刻
仙公山摩崖石刻，位于中国福建省泉州市洛江区马甲镇仙公山，现存宋以来摩崖题刻十八方，有王十朋、朱熹、陈玉辉、张瑞图、陈大玠等人的题刻，其中以张瑞图《禅鸡塚碑》碑刻最为珍贵。是研究南方宋、明、清书法艺术的重要实物资料。仙公山香火分灵到台湾各地，是闽台仙公信仰文化交流的重要载体。2009年11月16日公布为第七批福建省文物保护单位。